# Ромоваамка
Ромоваамка — река на Дальнем Востоке России. Протекает по территории Чаунского района Чукотского автономного округа. Длина реки — 47 км, площадь водосборного бассейна 268 км².
Название в переводе с чукот. Ромоваамқай — «сушняковая речушка».
Берёт истоки с восточного склона горы Пытлян, протекает в меридиональном направлении по территории Чаунской низменности, впадает в Ичувеем справа. Высота устья — 33 м над уровнем моря.
Притоки: Холодный, Близкий, Средний, Олений, Малый, Тихий, Сухой, Крайний, Юбилейный, Прав. Ромоваамка.
В бассейне реки открыто месторождение олова.